# Julia Piotrowska (strzelczyni)
Julia Ewa Piotrowska (ur. 22 czerwca 2001) – polska strzelczyni specjalizująca się w strzelaniu z karabinu, brązowa medalistka mistrzostw Europy juniorów.

## Życiorys
W 2020 roku zdobyła brązowy medal na mistrzostwach Europy we Wrocławiu w konkurencji drużynowej karabinu pneumatycznego juniorek. W zespole były również: Aleksandra Szutko i Julia Grzybowska. W pojedynku o trzecie miejsce pokonały reprezentantki Ukrainy 17–15.